# Publio Sulpicio Quirinio
Publio Sulpicio Quirinio (in latino Publius Sulpicius Quirinius, in greco antico: Κυρίνιος?, Cyrinios; Lanuvio, 45 a.C. circa – 21) fu un politico e un comandante militare dell'Impero romano, governatore della Siria all'inizio del I secolo.

## Biografia
Nacque a Lanuvio da famiglia ricca di homines novi che non vantava tra gli ascendenti alcun senatore o magistrato. Nel 15 a.C. Augusto lo nominò proconsole della provincia di Creta e Cirenaica. È presumibile che in precedenza, data l'importanza dell'incarico, Publio Sulpicio Quirino avesse già svolto funzioni analoghe; non era infatti possibile ricoprire la carica di proconsole a meno che non avesse già ricoperto il ruolo di pretore, per il cui incarico era necessario aver raggiunto un'età di circa trenta anni ed essere stato tribuno militare, o questore. Tacito fornisce alcuni brevi cenni storici: "Quirinio non apparteneva affatto all'antica e patrizia famiglia dei Sulpicii, essendo egli nato nel municipio di Lanuvio; ma siccome era valente nell'arte della guerra ed energico nel rendere servizi, sotto il divo Augusto aveva ottenuto il consolato".
L'incarico in Cirenaica potrebbe essere servito a dimostrare le qualità militari contro le popolazioni berbere di Garamanti e Marmaridi, due tribù del deserto del Sahara libico che abitavano a sud di Cirene. È vero anche che, considerando improbabile l'aver potuto disporre in questa provincia di un esercito legionario, le operazioni contro queste tribù berbere potrebbero essere state condotte dallo stesso, quindici anni più tardi, in qualità di Proconsole d'Africa, come sembra suggerire lo stesso Dione per l'anno 1 a.C.-1 d.C..
Nel 12 a.C. assurse al consolato e pochi anni più tardi era nominato proconsole d'Asia, in un periodo compreso tra l'11 ed il 2 a.C.. Tra il 9 a.C. ed il 7 a.C fu Legato della Siria. Attorno all'1 a.C.-1 d.C. ricoprì il ruolo di governatore dell'Africa proconsolare. Poco dopo era chiamato da Gaio Cesare come suo consigliere personale, in seguito alla morte prematura del precedente consigliere Marco Lollio (si narra per suicidio).

### Tutore di Gaio Cesare
Nel 4 gli erano affidati gli incarichi di legato imperiale di Galazia e Panfilia (attuale Turchia centrale), oltre a tutore di Gaio Cesare, nipote di Augusto e suo successore designato. Per l'apprendimento delle regole di governo e la conoscenza dell'impero fu deciso un viaggio nelle province orientali.
Il viaggio iniziò il 29 gennaio, da Roma: oltre a Sulpicio Quirinio si ricordano lo storico Velleio Patercolo, Marco Lollio e Seiano (il futuro prefetto del pretorio di Tiberio). Del viaggio sappiamo di un abboccamento con Fraate IV re dei Parti su un'isola nel fiume Eufrate e dell'invasione dell'Armenia nella quale Gaio Cesare venne ferito a morte.
In seguito a questi avvenimenti combatteva contro le popolazioni montane degli Omonadensi della vicina Cilicia (4-5). E per questi successi si meritava gli ornamenta triumphalia.

### Ribellione in Giudea

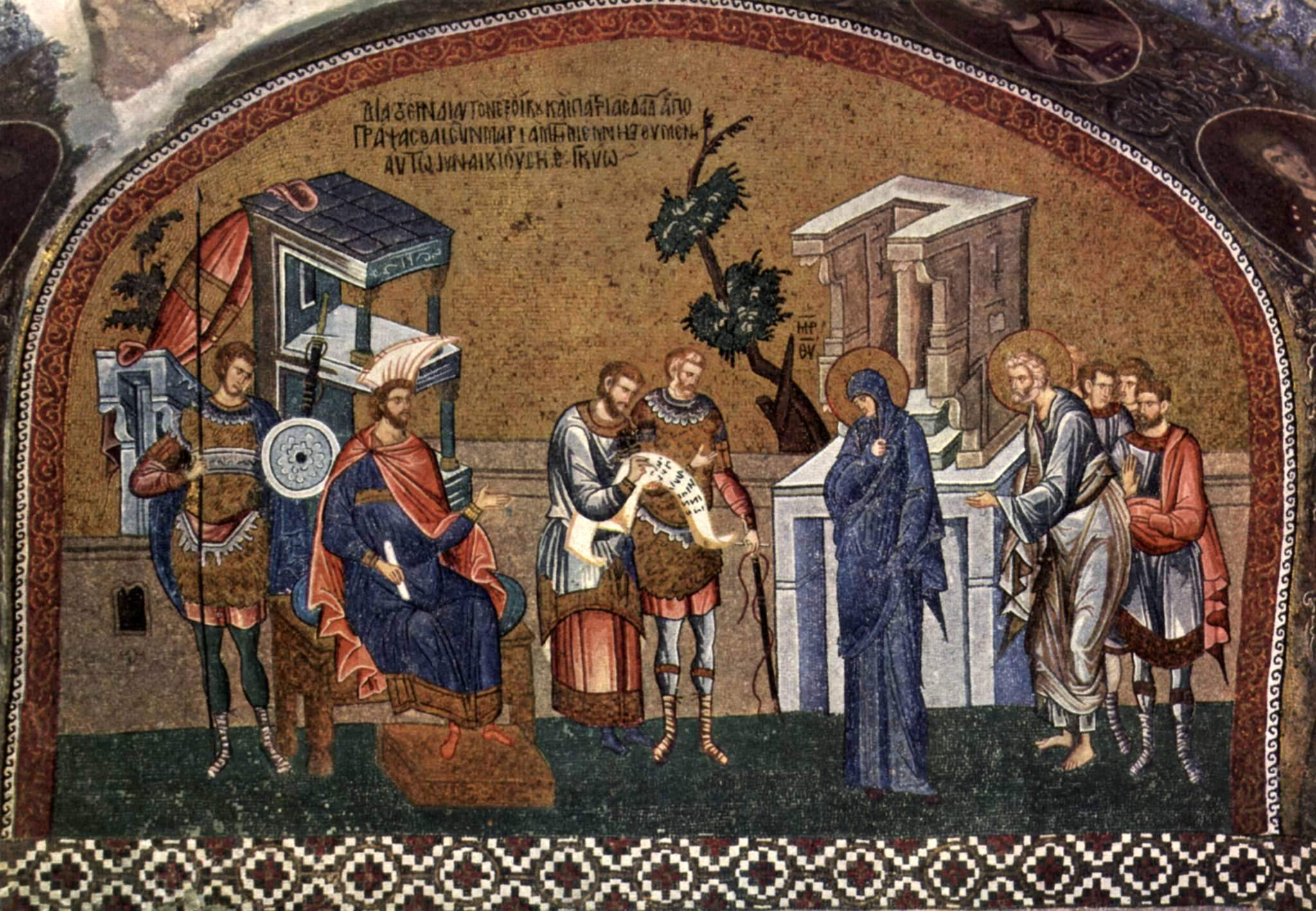
Il console Quirino riceve Maria e Giuseppe per il censimento

La situazione mediorientale (complicata dalle sommosse in Galilea e dall'inettitudine dell'etnarca Erode Archelao) e la questione della successione esigevano delle risposte immediate. Augusto provvide tempestivamente designando Tiberio come suo successore e quasi immediatamente, nominando Quirinio come legato della Siria, una delle province più importanti dell'impero, e comandante delle quattro legioni qui presenti (III Gallica, VI Ferrata, X Fretensis, XII Fulminata).
Su ordine di Augusto, nel 6, Erode Archelao venne esiliato in Gallia e così la Giudea diventò una parte autonoma della provincia romana Siria, regolata da un prefetto. La riorganizzazione amministrativa comportava un aspetto fiscale che ben presto fu causa di nuove ribellioni. Infatti se da un lato era previsto un censimento per il pagamento della capitazione dall'altro, la nuova tassa, dovette essere pagata in denaro. Se già una tassa in denaro non era bene accetta in quanto più onerosa (soprattutto quando a un cattivo raccolto seguiva il peso economico di un prestito per pagare le tasse) tra gli ebrei la questione diveniva ancora più delicata in quanto destava scandalo il fatto che sulle monete romane fossero raffigurate effigi umane.
La reazione fu una rivolta capeggiata da un fariseo di nome Zadok e Giuda il Galileo. Questi era discendente di un certo Ezechia (che con la sua banda aveva infestato la Galilea ai confini della Siria) catturato e ucciso da Erode appena entrato in possesso della regione (37 a.C.). Il manifesto della rivolta era che essendo il dio d'Israele l'unico signore, avrebbe aiutato e concesso la grazia a coloro che si fossero ribellati dal rendere omaggio o adorazione (perché blasfemo) all'imperatore romano o a chi per esso.
Di Giuda così riferisce Giuseppe Flavio:
(Antichità giudaiche, libro 18)
Sulla rivolta non ci sono testimonianze infatti essa è assente dal catalogo dei interventi registrati dai legati della Siria dello storico romano Tacito;  in altri termini fu un importante ma limitato fatto locale visto che non era conosciuta. Comunque la sommossa fu sedata nel sangue, Giuda e Zadok furono uccisi.

### Ritorno a Roma
Nel 14 Tiberio successe ad Augusto: Sulpicio Quirinio ritornò a Roma a godersi, ormai anziano, il potere e le ricchezze accumulate. Le sue vicende matrimoniali sono ricordate da Tacito in quanto, risposatosi in tarda età con Emilia Lepida, nel 20 ne ripudiò il figlio.
Alla sua morte, avvenuta nel 21, la discendenza si interruppe non avendo avuto figli neppure dalla prima moglie Appia Claudia. L'imperatore Tiberio ne pronunciò l'elogio funebre, come riporta Tacito.
Compagno d'armi di Sulpicio Quirino era Gaio Valgio Rufo, oggi conosciuto come un poeta di elegie e epigrammi.

## Nel Nuovo Testamento
Il Vangelo di Luca mette in relazione la natività di Gesù con il censimento di Quirinio:
In quei giorni un decreto di Cesare Augusto ordinò che si facesse il censimento di tutta la terra. Questo primo censimento fu fatto quando Quirinio era governatore della Siria. Tutti andavano a farsi censire, ciascuno nella propria città. Anche Giuseppe, dalla Galilea, dalla città di Nàzaret, salì in Giudea alla città di Davide chiamata Betlemme: egli apparteneva infatti alla casa e alla famiglia di Davide. Doveva farsi censire insieme a Maria, sua sposa, che era incinta. (Luca, 2:1-5)
Ci sono numerosi problemi nel racconto di Luca: esso afferma che Gesù nacque nel periodo finale del regno di Erode il Grande, ma il censimento di Quirinio avvenne nel 6 d.C., mentre Erode morì nel 4 a.C., nove anni prima. Peraltro, tale censimento riguardò soltanto la Giudea e non la Galilea, che era invece governata dall'etnarca Erode Antipa e non sotto il diretto controllo romano.
Ci furono effettivamente tre censimenti di tutto l'Impero durante il regno di Augusto (28 a.C., 8 a.C. e 14 d.C.), ma nessuno di essi avvenne mentre Quirinio era Legato della Siria, i censimenti romani non rendevano necessario viaggiare nelle città dei propri antenati distanti e, in ogni caso, nessuno di questi censimenti avrebbe riguardato Maria e Giuseppe, che vivevano nel Regno Erodiano di Giudea, che non era sotto il diretto controllo romano, all'epoca.
Il primo studioso a denunciare queste contraddizioni fu il teologo tedesco David Friedrich Strauß, esponente della Scuola di Tubinga e pioniere della critica storica: nel suo libro del 1835 Das Leben Jesu, kritisch bearbeitet ("La vita di Gesù o Esame critico della sua storia"), Strauß analizzò attentamente ogni possibile contraddizione alla controversia e giunse alla conclusione che il racconto lucano era in errore. Oggi tale punto di vista è condiviso dalla maggioranza degli studiosi, cristiani e laici in egual misura.
Nonostante ciò, una minoranza di studiosi sostiene che Quirinio possa avere avuto un precedente, e non storicamente attestato, mandato come Legato della Siria, od un qualche altro incarico che possa averlo coinvolto nella gestione della Giudea durante il regno di Erode, o che il passaggio andrebbe interpretato in altro modo. Secondo gli studiosi della Scuola esegetica di Madrid, per esempio, il passo lucano andrebbe tradotto come "questo censimento fu prima di quello fatto quando Quirinio era governatore della Siria".